# 北海道ガーデン一覧
北海道ガーデン一覧（ほっかいどうガーデンいちらん）は、北海道にあるガーデンの一覧。上野ファームではイングリッシュガーデン（イギリス式庭園）の庭づくりをベースとしながら、北国の気候・風土に合わせた庭づくりを「北海道ガーデン」と呼んでいる。ガーデンアイランド北海道（GIH）に登録しているガーデンはガーデニングした庭園のほかに公園、湿原、原生花園なども含まれている。

## ガーデンアイランド北海道登録ガーデン

### 道央
- 大通公園（札幌市中央区）
- 創成川公園（札幌市中央区）
- 円山公園（札幌市中央区）
- 中島公園（札幌市中央区）
- Gee's Green ギーズ・グリーン（札幌市中央区）
- 百合が原公園（札幌市北区）
- モエレ沼公園（札幌市東区）
- サッポロガーデンパーク（札幌市東区）
- 川下公園（札幌市白石区）
- 豊平公園（札幌市豊平区）
- 西岡公園（札幌市豊平区）
- 八紘学園花菖蒲園（札幌市豊平区）
- 北の沢コミュニティガーデン・みんなの丘（札幌市南区）
- 北海道立真駒内公園（札幌市南区）
- 滝野すずらん丘陵公園（札幌市南区）
- エルクの森（札幌市南区）
- 白い恋人パーク ローズガーデン（札幌市西区）
- 雪印種苗園芸センター（札幌市厚別区）
- 前田森林公園（札幌市手稲区）
- benbeya be garden（札幌市手稲区）
- 平岡公園（札幌市清田区）
- 平岡樹芸センター （札幌市清田区）
- えこりん村 銀河庭園（恵庭市）
- 道の駅花ロードえにわ（恵庭市）
- 花カフェきゃろっと（恵庭市）
- サンガーデン（恵庭市）
- 花工房あや（千歳市）
- 石狩郡当別町 東裏周辺地区（石狩郡当別町）
- いわみざわ公園 バラ園（岩見沢市）
- 北海道子どもの国（砂川市）
- 深川市商店街（深川市）
- ひまわりの里（雨竜郡北竜町）
- コテージガーデン（樺戸郡月形町）
- 栗山公園&ホワイトガーデン（夕張郡栗山町）
- ゆにガーデン（夕張郡由仁町）
- イコロの森（苫小牧市）
- ノーザンホースパーク・K's Garden（苫小牧市）
- 安平町鹿公園（勇払郡安平町）
- そば哲ガーデン トアサ（勇払郡安平町）
- 天野ファミリーファーム（白老郡白老町）
- レークヒル・ファーム（虻田郡洞爺湖町）
- ニセコ綺羅街道（虻田郡ニセコ町）
- 夕日ヶ丘 海とガーデン N'doc（新冠郡新冠町）

### 道南
- 北海道立道南四季の杜公園（函館市）
- 五稜郭公園（五稜郭）（函館市）
- 函館公園（函館市）
- 見晴公園（函館市）
- 函館空港（函館市）
- 北海道立噴火湾パノラマパーク（二海郡八雲町）
- 江差町いにしえ街道（檜山郡江差町）

### 道北
- 幌加内二度雪が舞うそば畑（雨竜郡幌加内町）
- 香りのガーデン（士別市）
- 羊と雲の丘（士別市）
- 北海道立サンピラーパーク（名寄市）
- サロベツ湿原・サロベツ原生花園（サロベツ原野）（天塩郡豊富町）
- 礼文町高山植物園（礼文郡礼文町）

### 大雪・十勝
- あさひかわ北彩都ガーデン（旭川市）
- 上野ファーム（旭川市）
- 坂田植木ガーデンセンター 花遊苑（旭川市）
- ほりべ造園 ガーデンセンター（旭川市）
- 花Pit平間造園（旭川市）
- 北邦野草園（嵐山公園）（旭川市・上川郡鷹栖町）
- ガーデンキャットミント（上川郡東川町）
- 大雪森のガーデン（上川郡上川町）
- 四季彩の丘（上川郡美瑛町）
- ファーム富田 ラベンダーイースト（空知郡上富良野町）
- フラワーランドかみふらの（空知郡上富良野町）
- ウッディ・ライフ（空知郡上富良野町）
- スパ&ホテルリゾート ふらのラテール（空知郡中富良野町）
- 新富良野プリンスホテル「風のガーデン」（富良野市）
- ふらのジャム園「麓郷展望台」（富良野市）
- イトウ・アイリスガーデン（勇払郡占冠村）
- 鹿追町（河東郡鹿追町）
- 十勝千年の森（上川郡清水町）
- small garden 緑のゆび（上川郡清水町）
- 真鍋庭園（帯広市）
- 紫竹ガーデン（帯広市）
- 十勝ヒルズ（中川郡幕別町）
- 六花の森（河西郡中札内村）
- Café&宿 カンタベリー（河西郡中札内村）
- 広尾町大丸山森林公園（広尾郡広尾町）
- 大森カントリーガーデン（広尾郡広尾町）

### 道東
- 北海道立オホーツク流氷公園（紋別市）
- フラワーパーク花夢（紋別郡西興部村）
- ノースプレインファーム ミルクホール（紋別郡興部町）
- オホーツク・リラ街道（紋別郡湧別町）
- かみゆうべつチューリップ公園（紋別郡湧別町）
- 芝ざくら 滝上公園（紋別郡滝上町）
- 陽殖園（紋別郡滝上町）
- 太陽の丘えんがる公園（紋別郡遠軽町）
- おんねゆ温泉花公園「根々の丘」（北見市）
- 香遊生活（北見市）
- フラワーガーデン「はな・てんと」（網走市）
- 北海道立オホーツク公園 オートキャンプ場てんとらんど（網走市）
- 博物館網走監獄（網走市）
- ゆりの郷こしみず リリーパーク（斜里郡小清水町）
- 清里町（斜里郡清里町）
- 屈斜路プリンスホテル レイクサイドフラワーガーデン（川上郡弟子屈町）
- アイヌアートガーデン（釧路市）
- EGG（エバー・グリーン・ガーデン）（釧路フィッシャーマンズワーフMOO）（釧路市）
- 春採公園（釧路市）
- どれみふぁ空（阿寒郡鶴居村）
- 根室フットパス（根室市）
- 野付半島原生花園（野付郡別海町）

## その他ガーデン

### 道央
- 北海道大学植物園（札幌市中央区）
- サッポロさとらんど（札幌市東区）
- パレットの丘（千歳市）
- しのつ公園（石狩郡新篠津村）
- あやめ公園（岩見沢市）
- 玉泉館跡地公園（岩見沢市）
- LITTLE ROCK HILLS（リトルロックヒルズ）（岩見沢市）
- 滝の上公園（夕張市）
- 東明公園（美唄市）
- 丸加高原周辺菜の花畑（滝川市）
- 彩りの丘（深川市）
- ローズガーデンちっぷべつ（雨竜郡秩父別町）
- ほべつ道民の森（勇払郡むかわ町）
- 有珠善光寺自然公園（伊達市）
- 真狩フラワーロード（虻田郡真狩村）

### 道南
- 函館市熱帯植物園（函館市）
- 市民の森（函館市）
- 恵山つつじ公園（函館市）
- サラキ岬チューリップ花園（上磯郡木古内町）
- 松前公園（松前郡松前町）
- オニウシ公園（茅部郡森町）
- あやめ公園（山越郡長万部町）
- 中央緑地（瀬棚郡今金町）
- 玉川公園（久遠郡せたな町）
- 立象山公園（久遠郡せたな町）

### 道北
- 外国樹種見本林(旭川市)
- 男山自然公園（旭川市）
- 花菜里ランド（旭川市農業センター）（旭川市）
- 就実の丘（旭川市）
- 清川水芭蕉園（上川郡上川町）
- なよろひまわり畑（更正会場・東雲会場）（名寄市）
- 朝日公園 花しょうぶ園（苫前郡羽幌町）
- はぼろバラ園（道の駅ほっと♡はぼろ）（苫前郡羽幌町）
- 金浦原生花園（天塩郡遠別町）
- ほろのべトナカイ観光牧場 ノースガーデン（天塩郡幌延町）
- ひじり野公園（上川郡東神楽町）
- 北西の丘展望公園（上川郡美瑛町）
- パッチワークの丘（上川郡美瑛町）
- ぜるぶの丘（上川郡美瑛町）
- 深山峠ラベンダーオーナー園（空知郡上富良野町）
- 日の出公園（空知郡上富良野町）
- かんのファーム（空知郡上富良野町）
- 町営ラベンダー園（空知郡中富良野町）
- ラベンダー園「彩香の里」（空知郡中富良野町）
- ひつじの丘（空知郡中富良野町）
- フラノマルシェ（富良野市）
- ハイランドふらの ラベンダーの森（富良野市）
- グラス・フォレスト in 富良野（富良野市）
- ふらのぶどうヶ丘公園（富良野市）

### 道東
- コムケ湖原生花園（紋別市）
- まるせっぷ藤園（網走郡遠軽町）
- おんねゆ温泉つつじ公園（北見市）
- 香りゃんせ公園（北見市）
- フラワーパラダイス（北見市）
- 北見市仁頃はっか公園（北見市）
- 能取湖サンゴ草群生地（網走市）
- 大曲湖畔園地（網走市）
- あばしりフロックス公園（網走市）
- ひがしもこと芝桜公園（網走郡大空町）
- 小清水原生花園（斜里郡小清水町）
- 帯広市野草園（帯広市）
- 十勝ヌップクガーデン（帯広市）
- 北海道立十勝エコロジーパーク（河東郡音更町・中川郡幕別町・中川郡池田町）
- 十勝が丘公園（河東郡音更町）
- 柳月スイートピアガーデン（河東郡音更町）
- 芽室公園 花菖蒲園（河西郡芽室町）
- 伏美湿原（河西郡芽室町）
- 清水公園（上川郡清水町）
- 狩勝高原梅園（上川郡新得町）
- 国道３８号線そばロード（上川郡新得町）
- ヨークシャーファーム（上川郡新得町）
- 新得山（上川郡新得町）
- コスモスガーデン（広尾郡大樹町）
- 晩成原生花園（広尾郡大樹町）
- 本別公園（中川郡本別町）
- 豊北原生花園（十勝郡浦幌町）
- 別保公園（釧路郡釧路町）
- 原生花園あやめヶ原（厚岸郡厚岸町）
- 霧多布湿原（厚岸郡浜中町）
- 春国岱（根室市）
- 北海道立ゆめの森公園（標津郡中標津町）
- ポー川史跡自然公園（標津郡標津町）